# Anisoperas atropunctaria
Anisoperas atropunctaria là một loài bướm đêm trong họ Geometridae.